# Scuderia AlphaTauri
Scuderia AlphaTauri a fost un constructor italian de curse de Formula 1 ce a concurat în Campionatul Mondial în perioada 2020-2023. A fost una dintre cele două echipe de Formula 1 deținute de grupul austriac de companii de băuturi energizante Red Bull GmbH, cealaltă fiind Red Bull Racing.
Echipa a debutat în Sezonul de Formula 1 din 2020, ca urmare a rebranding-ului de la „Toro Rosso” la „AlphaTauri”, în referință la promovarea brandului de modă AlphaTauri. În cele patru sezoane petrecute în Formula 1 sub această denumire, echipa participat în 83 de curse. Singura victorie a echipei a fost obținută de Pierre Gasly la Marele Premiu al Italiei din 2020. Cel mai bun sezon a fost 2021, la finalul căruia echipa s-a clasat pe locul 6 în Clasamentul Constructorilor după ce a acumulat 142 de puncte.
Înaintea sezonului 2024, echipa a fost redenumită în RB F1 Team.

## Istoric

### 2020

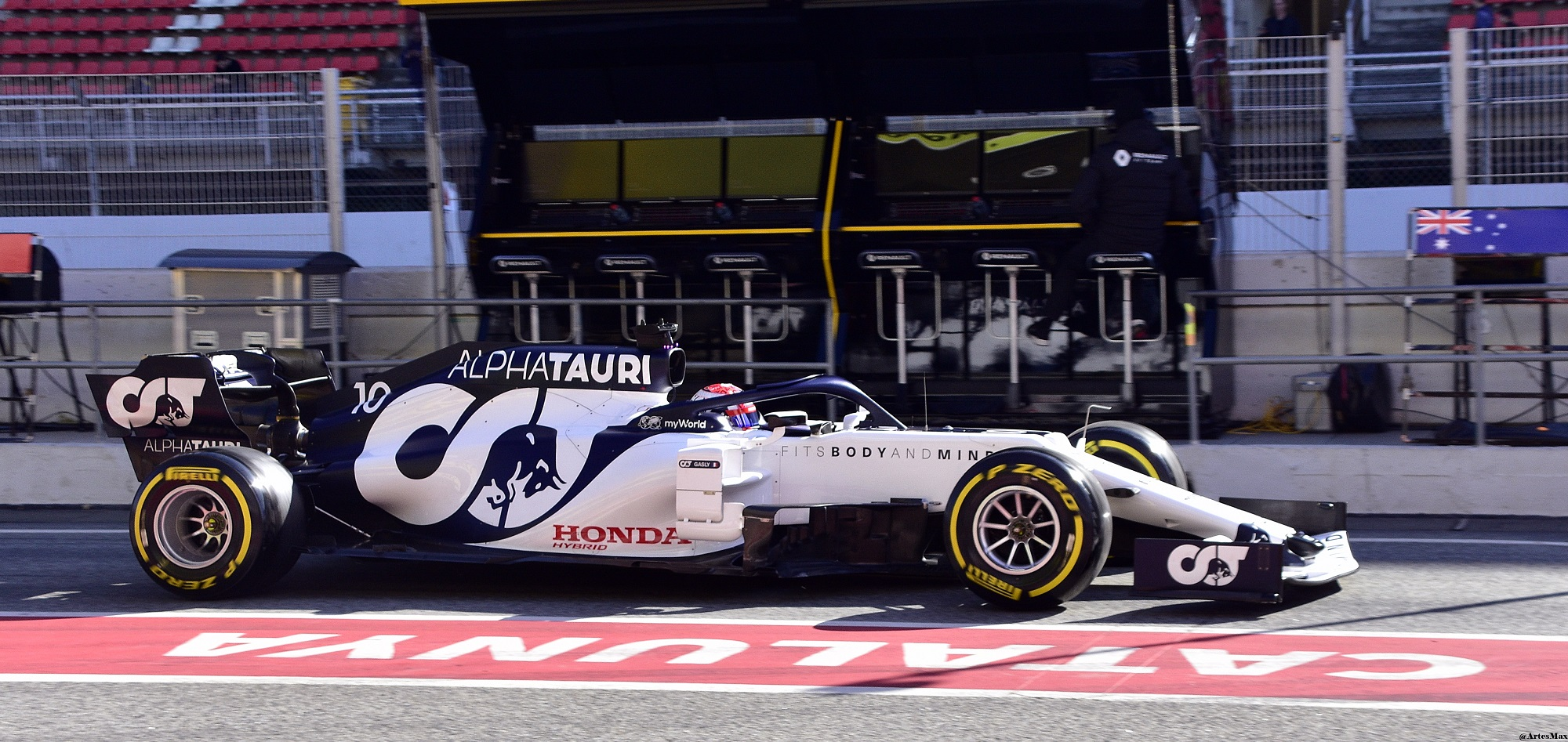
Pierre Gasly a obținut prima victorie a echipei la.

După ce s-a făcut schimbarea de nume de la Toro Rosso la AlphaTauri, echipa și-a anunțat pentru 2020 aceiași piloți ca în 2019, Daniil Kveat și Pierre Gasly. Echipa a început sezonul decent, la fel ca în cel precedent. A marcat puncte în 6 din primele 7 curse. În Marele Premiu al Italiei, Pierre Gasly a reușit o victorie miraculoasă după o cursă imprevizibilă. A fost prima victorie a francezului iar pentru echipă a fost teoretic a doua după cea a lui Sebastian Vettel din 2008, tot în Marele Premiu al Italiei, pentru Toro Rosso. Restul sezonului a decurs la fel cum a început, mai mereu doar un singur pilot se clasa în puncte, doar în Marele Premiu al Turciei niciun pilot nu a terminat în puncte. Echipa a terminat sezonul pe locul 7 în clasamentul la constructori cu 107 puncte acumulate.

### 2021
Pentru sezonul 2021, AlphaTauri l-a reținut pe Gasly și l-a semnat pe Yuki Tsunoda pentru a-l înlocui pe Daniil Kveat. Gasly a marcat primul podium al echipei terminând pe locul trei la Marele Premiu al Azerbaidjanului din 2021. De asemenea, Gasly a consolidat acest lucru, terminând pe locul 4 la Marele Premiu al Țărilor de Jos și cel de la Ciudad de México. Cel mai bun rezultat al lui Tsunoda a fost locul 4 la Marele Premiu de la Abu Dhabi, ultima cursă a sezonului.

### 2022
Ambii piloți au fost păstrați pentru sezonul 2022. AlphaTauri va folosi până în 2025 motoarele Honda sub marca Red Bull, după preluarea de către compania austriacă a programului de motoare Honda la sfârșitul sezonului 2021. Echipa a suferit cel mai modest sezon de la redenumirea sa din Scuderia Toro Rosso în 2020, încheind campionatul constructorilor pe penultimul loc, nouă, cu un total de 35 de puncte acumulate.

### 2023
Pentru sezonul 2023, Yuki Tsunoda a fost păstrat la echipă, iar Nyck de Vries a fost adus în locul lui Pierre Gasly, care s-a mutat la Alpine după cinci ani cu echipa.
Înainte de Marele Premiu al Ungariei, contractul lui de Vries a fost reziliat din cauza rezultatelor modeste, locul său fiind ocupat de Daniel Ricciardo, cel care a mai condus pentru echipă în 2012 și 2013, cunoscută la acea vreme sub numele de Scuderia Toro Rosso. Ricciardo a suferit o ruptură de metacarpian la mâna stângă după ce a avut un accident în timpul celei de-a doua sesiuni de antrenamente a Marelui Premiu al Țărilor de Jos. Drept urmare, Liam Lawson a fost adus ca înlocuitor al lui Ricciardo pentru evenimentele dintre Marele Premiu al Țărilor de Jos și cel al Qatarului, adică cinci curse. Ricciardo a revenit la echipă începând cu Marele Premiu al Statelor Unite. Cel mai bun rezultat al sezonului pentru AlphaTauri a fost locul șapte obținut de Ricciardo în Marele Premiu de la Ciudad de México din 2023. Echipa a acumulat în total 25 de puncte pe parcursul sezonului și s-a clasat pe locul opt în Campionatul Constructorilor. Ultima oară când o echipa a mai folosit patru piloți diferiți pe parcursul unui sezon s-a întâmplat în 2017 când, aceeași Toro Rosso i-a utilizat pe Pierre Gasly, Daniil Kveat, Brendon Hartley și Carlos Sainz Jr. în curse diferite.

## Palmares complet
| Legendă      | Legendă                                                |
| Culoare      | Rezultat                                               |
| ------------ | ------------------------------------------------------ |
| Auriu        | Câștigător                                             |
| Argintiu     | Locul 2                                                |
| Bronz        | Locul 3                                                |
| Verde        | Alte locuri care punctează                             |
| Albastru     | Alte locuri                                            |
| Albastru     | Nu s-a clasat, dar a terminat cursa (NC)               |
| Purpuriu     | A abandonat cursa (Ab)                                 |
| Negru        | Descalificat (DSC)                                     |
| Alb          | Nu a luat startul (NS)                                 |
| Roșu         | Nu s-a calificat (NSC)                                 |
| Fără culoare | Retras înainte de calificări (Ret)                     |
| Fără culoare | Exclus (EX)                                            |
| Fără culoare | Nu a participat (celulă goală)                         |
| Adnotare     | Însemnătate                                            |
| P            | Pole position                                          |
| R            | Cel mai rapid tur                                      |
| 1            | Poziția finală în cursa sprint                         |
| *            | Nu a terminat, dar a parcurs mai mult de 90% din cursă |

| Sezon  | Șasiu | Motor                     | Pneu | Piloți           | 1   | 2   | 3   | 4    | 5   | 6   | 7   | 8   | 9    | 10   | 11   | 12   | 13  | 14   | 15  | 16  | 17   | 18   | 19   | 20   | 21   | 22  | Poz. | Pct. |
| ------ | ----- | ------------------------- | ---- | ---------------- | --- | --- | --- | ---- | --- | --- | --- | --- | ---- | ---- | ---- | ---- | --- | ---- | --- | --- | ---- | ---- | ---- | ---- | ---- | --- | ---- | ---- |
| 2020   | AT01  | Honda RA620H 1,6 V6t      | P    |                  | AUT | STI | HUN | GBR  | 70A | ESP | BEL | ITA | TOS  | RUS  | EIF  | PRT  | EMR | TUR  | BHR | SKR | ABU  | N/A  | 7    | 107  |      |     |      |      |
| 2020   | AT01  | Honda RA620H 1,6 V6t      | P    | Pierre Gasly     | 7   | 15  | Ab  | 7    | 11  | 9   | 8   | 1   | Ab   | 9    | 6    | 5    | Ab  | 13   | 6   | 11  | 8    | N/A  | 7    | 107  |      |     |      |      |
| 2020   | AT01  | Honda RA620H 1,6 V6t      | P    | Daniil Kveat     | 12* | 10  | 12  | Ab   | 10  | 12  | 11  | 9   | 7    | 8    | 15   | 19   | 4   | 12   | 11  | 7   | 11   | N/A  | 7    | 107  |      |     |      |      |
| 2021   | AT02  | Honda RA621H 1,6 V6t      | P    |                  | BHR | EMR | PRT | ESP  | MCO | AZE | FRA | STI | AUT  | GBR§ | HUN  | BEL‡ | NLD | ITA§ | RUS | TUR | USA  | CMX  | SAP§ | QAT  | SAU  | ABU | 6    | 142  |
| 2021   | AT02  | Honda RA621H 1,6 V6t      | P    | Pierre Gasly     | 17* | 8   | 10  | 10   | 6   | 3   | 7   | Ab  | 9    | 11   | 5R   | 6    | 4   | Ab   | 13  | 6   | Ab   | 4    | 7    | 11   | 6    | 5   | 6    | 142  |
| 2021   | AT02  | Honda RA621H 1,6 V6t      | P    | Yuki Tsunoda     | 9   | 12  | 15  | Ab   | 16  | 7   | 13  | 10  | 12   | 10   | 6    | 15   | Ab  | NS   | 17  | 14  | 9    | Ab   | 15   | 13   | 14   | 4   | 6    | 142  |
| 2022   | AT03  | Red Bull RBPTH001 1,6 V6t | P    |                  | BHR | SAU | AUS | EMR§ | MIA | ESP | MCO | AZE | CAN  | GBR  | AUT§ | FRA  | HUN | BEL  | NLD | ITA | SGP  | JPN  | USA  | CMX  | SAP§ | ABU | 9    | 35   |
| 2022   | AT03  | Red Bull RBPTH001 1,6 V6t | P    | Pierre Gasly     | Ab  | 8   | 9   | 12   | Ab  | 13  | 11  | 5   | 14   | Ab   | 15   | 12   | 12  | 9    | 11  | 8   | 10   | 18   | 14   | 11   | 12   | 14  | 9    | 35   |
| 2022   | AT03  | Red Bull RBPTH001 1,6 V6t | P    | Yuki Tsunoda     | 8   | NS  | 15  | 7    | 12  | 10  | 12  | 13  | Ab   | 14   | 16   | Ab   | 19  | 13   | Ab  | 14  | Ab   | 13   | 10   | Ab   | 17   | 11  | 9    | 35   |
| 2023   | AT04  | Honda RBPTH001 1,6 V6t    | P    |                  | BHR | SAU | AUS | AZE§ | MIA | MCO | ESP | CAN | AUT§ | GBR  | HUN  | BEL§ | NLD | ITA  | SGP | JPN | QAT§ | USA§ | CMX  | SAP§ | LVG  | ABU | 8    | 25   |
| 2023   | AT04  | Honda RBPTH001 1,6 V6t    | P    | Yuki Tsunoda     | 11  | 11  | 10  | 10   | 11  | 15  | 12  | 14  | 19   | 16   | 15   | 10   | 16  | NS   | Ab  | 12  | 15   | 8R   | 12   | 69   | 18*  | 8   | 8    | 25   |
| 2023   | AT04  | Honda RBPTH001 1,6 V6t    | P    | Nyck de Vries    | 14  | 14  | 15* | Ab   | 18  | 12  | 14  | 18  | 17   | 17   |      |      |     |      |     |     |      |      |      |      |      |     | 8    | 25   |
| 2023   | AT04  | Honda RBPTH001 1,6 V6t    | P    | Liam Lawson      |     |     |     |      |     |     |     |     |      |      |      |      | 13  | 11   | 9   | 11  | 17   |      |      |      |      |     | 8    | 25   |
| 2023   | AT04  | Honda RBPTH001 1,6 V6t    | P    | Daniel Ricciardo |     |     |     |      |     |     |     |     |      |      | 13   | 16   | Ret |      |     |     |      | 15   | 7    | 13   | 14   | 11  | 8    | 25   |
| Sursa: |       |                           |      |                  |     |     |     |      |     |     |     |     |      |      |      |      |     |      |     |     |      |      |      |      |      |     |      |      |

Notă:
- § – În cadrul Marelui Premiu s-a desfășurat și o cursă sprint.